# 塞西莉·森托
塞西莉·森托（丹麥語：Cecilie Sentow，1994年2月28日—），丹麥女子羽毛球運動員。

## 簡歷
2014年5月，塞西莉·森托與埃米莉·尤尔·摩勒合作贏得里加國際賽女子雙打冠軍。
2015年，塞西莉·森托繼續與埃米莉·尤尔·摩勒合作在1月進行的冰島國際賽贏得女雙亞軍，其後又先後在里加國際賽、立陶宛國際賽和白夜羽毛球賽打進女雙四強。

## 主要比賽成績
只列出曾進入準決賽的國際賽事成績：
| 年份   | 賽事               | 公開賽級別 | 項目     | 拍檔                   | 成績   |
| ------ | ------------------ | ---------- | -------- | ---------------------- | ------ |
| 2014年 | 里加羽毛球國際賽   | 未來系列賽 | 女子雙打 | 埃米莉·尤尔·摩勒       | 冠軍   |
| 2015年 | 冰島羽毛球國際賽   | 國際系列賽 | 女子雙打 | 埃米莉·尤尔·摩勒       | 亞軍   |
| 2015年 | 冰島羽毛球國際賽   | 國際系列賽 | 混合雙打 | 尼克拉斯·马塞厄森      | 冠軍   |
| 2015年 | 里加羽毛球國際賽   | 未來系列賽 | 女子雙打 | 埃米莉·尤尔·摩勒       | 準決賽 |
| 2015年 | 里加羽毛球國際賽   | 未來系列賽 | 混合雙打 | 麥斯·埃米爾·克里斯坦森 | 亞軍   |
| 2015年 | 立陶宛羽毛球國際賽 | 未來系列賽 | 女子雙打 | 埃米莉·尤尔·摩勒       | 準決賽 |
| 2015年 | 白夜羽毛球賽       | 國際挑戰賽 | 女子雙打 | 埃米莉·尤尔·摩勒       | 準決賽 |
| 2015年 | 匈牙利羽毛球國際賽 | 國際系列賽 | 女子雙打 | 埃米莉·尤尔·摩勒       | 準決賽 |
| 2016年 | 匈牙利羽毛球國際賽 | 國際系列賽 | 女子雙打 | 加布里埃拉·博尔        | 亞軍   |
| 2016年 | 挪威羽毛球國際賽   | 國際系列賽 | 女子雙打 | 加布里埃拉·博尔        | 準決賽 |

| 2007-2017年 | 首要超級賽 | 超級賽 | 黃金大獎賽 | 大獎賽 | 國際挑戰賽 | 國際系列賽 | 未來系列賽 | 其他 |

| 2018-2026年 | 總決賽 | 超級1000賽 | 超級750賽 | 超級500賽 | 超級300賽 | 超級100賽 | 國際挑戰賽 | 國際系列賽 | 未來系列賽 | 其他 |